# Híradó
Híradó is het nieuwsprogramma van de Hongaarse publieke omroep MTV dat dagelijks meerdere keren wordt uitgezonden op de zenders m1 en m2. De belangrijkste uitzending is die van 19.30 uur op m1. Tot 1 januari 2011 had het programma een eigen redactie en hoofdredacteur. Vanaf die datum is het MTI hírcentrum van MTVA verantwoordelijk voor de redactie. Deze organisatie verzorgt ook de nieuwsuitzendingen van Duna TV en Magyar Rádió. 
De eerste uitzending van Híradó vond plaats op 2 juli 1957.  Vanaf 1960 is het tijdstip van 19.30 uur ingesteld. In 1979 vond de eerste volledige uitzending in kleur plaats.